# Hackl (Familienname)
Hackl ist ein deutscher Familienname.

## Namensträger
- Anna Hackl (* 1931), österreichische Landwirtin
- Anton Hackl (1915–1984), deutscher Luftwaffenoffizier
- Barbara Hackl (17. Jahrhundert), Stuckateurin, siehe Frau Stuckhatorin
- Christine Stix-Hackl (1957–2018), österreichische Juristin und Diplomatin
- David Hackl (* 1963), kanadischer Szenenbildner und Filmregisseur
- Dominic Hackl (* 1996), österreichischer Eishockeyspieler
- Erich Hackl (* 1954), österreichischer Schriftsteller
- Erich Hackl (Bankmanager) (* 1952), österreichischer Bankmanager
- Franz Hackl (* 1967), österreichischer Jazzmusiker und Instrumentenbauer
- Franziska Hackl (* 1983), österreichische Schauspielerin
- Gabriel von Hackl (1843–1926), deutscher Maler
- Georg Hackl (* 1966), deutscher Rennrodler und Sportsoldat
- Gustav Hackl (1892–1962), österreichischer Schriftsteller
- Heinrich Hackl (1893–nach 1954), österreichischer Jurist und deutscher Reichsgerichtsrat
- Heinz-Peter Hackl (1954–2021), österreichischer Nationalratsabgeordneter (FPÖ)
- Herbert Hackl, deutscher Fernsehjournalist
- Johann Joseph Hackl (Bildhauer) (1710–1785), deutscher Holzbildhauer
- Johann Joseph Hackl (Politiker) (1716–1791), österreichischer Maler und Politiker, Bürgermeister von St. Pölten
- Johann Michael Hackl (* 1943), österreichischer Mediziner und Hochschullehrer
- Johannes Hackl (* vor 1989), deutscher Biathlet
- Josef Hackl (* 1859), deutscher Orgelbauer
- Karin Hackl (* 1989), österreichische Skirennläuferin
- Karl Hackl (Psychologe) (1889–1958), österreichischer Maschinenbauer und Psychotechniker
- Karl Hackl (Politiker) (1920–1982), österreichischer Politiker (SPÖ), Landtagsabgeordneter
- Karl Hackl (Rechtshistoriker) (1933–2018), österreichischer Rechtshistoriker
- Karlheinz Hackl (1949–2014), österreichischer Schauspieler
- Kurt Hackl (* 1966), österreichischer Politiker (ÖVP)
- Luise Hackl (1863–1935), österreichische Schriftstellerin und Frauenrechtlerin
- Marianne Hackl (* 1967), österreichische Politikerin (ÖVP), Mitglied des Bundesrats
- Nicola Hackl-Haslinger (* 1974), österreichische Künstlerin
- Othmar Hackl (1932–2013), deutscher Militärhistoriker und Brigadegeneral
- Oskar Eduard Carl Hackl (1886–1962), österreichischer Chemiker
- Peter Hackl (* 1942), österreichischer Hochschullehrer und Statistiker
- Reinhard Hackl (* 1960), deutscher Politiker (Bündnis 90/Die Grünen)
- Rudolf Hackl (1881–1912), deutscher Klassischer Archäologe
- Sebastian Hackl (* 1980), deutscher Wrestler und Fernsehmoderator
- Silvia Hackl (* 1983), österreichisches Model und Miss Austria 2004, siehe Silvia Schachermayer
- Ulrich Hackl (1551–1607), österreichischer römisch-katholischer Geistlicher, siehe Ulrich Hackel
- Ursula Hackl (* 1935), deutsche Althistorikerin
- Valerie Hackl (* 1982), österreichische Managerin und Politikerin
- Wolfgang Hackl (* 1949), österreichischer Filmproduzent